# Municipio de Big Grove (condado de Johnson)
El municipio de Big Grove (en inglés: Big Grove Township) es un municipio ubicado en el condado de Johnson en el estado estadounidense de Iowa. En el año 2010 tenía una población de 3736 habitantes y una densidad poblacional de 43,17 personas por km².

## Geografía
El municipio de Big Grove se encuentra ubicado en las coordenadas 41°48′57″N 91°32′22″O / 41.81583, -91.53944. Según la Oficina del Censo de los Estados Unidos, el municipio tiene una superficie total de 86.54 km², de la cual 79,6 km² corresponden a tierra firme y (8,02 %) 6,94 km² es agua.

## Demografía
Según el censo de 2010, había 3736 personas residiendo en el municipio de Big Grove. La densidad de población era de 43,17 hab./km². De los 3736 habitantes, el municipio de Big Grove estaba compuesto por el 98,15 % blancos, el 0,32 % eran afroamericanos, el 0,08 % eran amerindios, el 0,27 % eran asiáticos, el 0,46 % eran de otras razas y el 0,72 % eran de una mezcla de razas. Del total de la población el 1,07 % eran hispanos o latinos de cualquier raza.